# XMPP Extension Protocol
Die XMPP Extension Protocols (kurz XEP; dt. etwa „XMPP-Erweiterungsprotokolle“) beschreiben offizielle Erweiterungen des Extensible Messaging and Presence Protocol.
Über die offiziellen Erweiterungen wacht die XMPP Standards Foundation in einem strukturierten Prozess ähnlich dem der IETF über die RFCs. Der Prozess wird vom XEP Editor verwaltet. Nach den üblichen Diskussionen stimmt der XMPP Council über die Anerkennung ab.
Vor Oktober 2006 waren die XEPs unter dem Namen Jabber Enhancement Proposals (JEPs) bekannt.

## XEP-Kategorien
Ein XEP kann eine der folgenden fünf Kategorien – je nach Status im Spezifizierungsprozess – innehaben :

### Standards Track
Ein Standard Track XEP beschreibt grundlegende Teile von XMPP. Diese bilden die Basis für weitere XEPs und sind Voraussetzung für XMPP-Software.
Wie z. B. XEP-0073: Basic IM Protocol Suite , der beschreibt, welche RFCs für Clients und Server Pflicht sind.

### Informational
Informational XEPs sind genauere Beschreibungen und Beispiele für andere XEPs. Sie helfen den Programmierern bei der Umsetzung des Protokolls.
Wie z. B. XEP-0128: Service Discovery Extensions , welcher beschreibt, welche Informationen ein spezifischer Dienst per Service-Discovery austauschen sollte.

### Historical
Diese XEPs fanden weite Verbreitung, wurden aber nie zu offiziellen Erweiterungen. Einige dieser werden in Zukunft wohl von anderen oder auch durch neuere Versionen ersetzt.

### Humorous
Sie dienen der Erheiterung der Entwickler und wurden größtenteils als Aprilscherze veröffentlicht.
z. B. XEP-0132 Presence Obtained via Kinesthetic Excitation (POKE) , er beschreibt wie man die physische Anwesenheit eines Benutzer erfassen kann.

### Procedural
Procedural XEPs beschreiben die Tätigkeiten der XSF, z. B. XEP-0001 beschreibt, wie XEPs verwaltet werden.